# Aechmea wuelfinghoffii
Aechmea wuelfinghoffii är en gräsväxtart som beskrevs av Elvira Angela Gross. Aechmea wuelfinghoffii ingår i släktet Aechmea och familjen Bromeliaceae. Inga underarter finns listade i Catalogue of Life.

## Bildgalleri

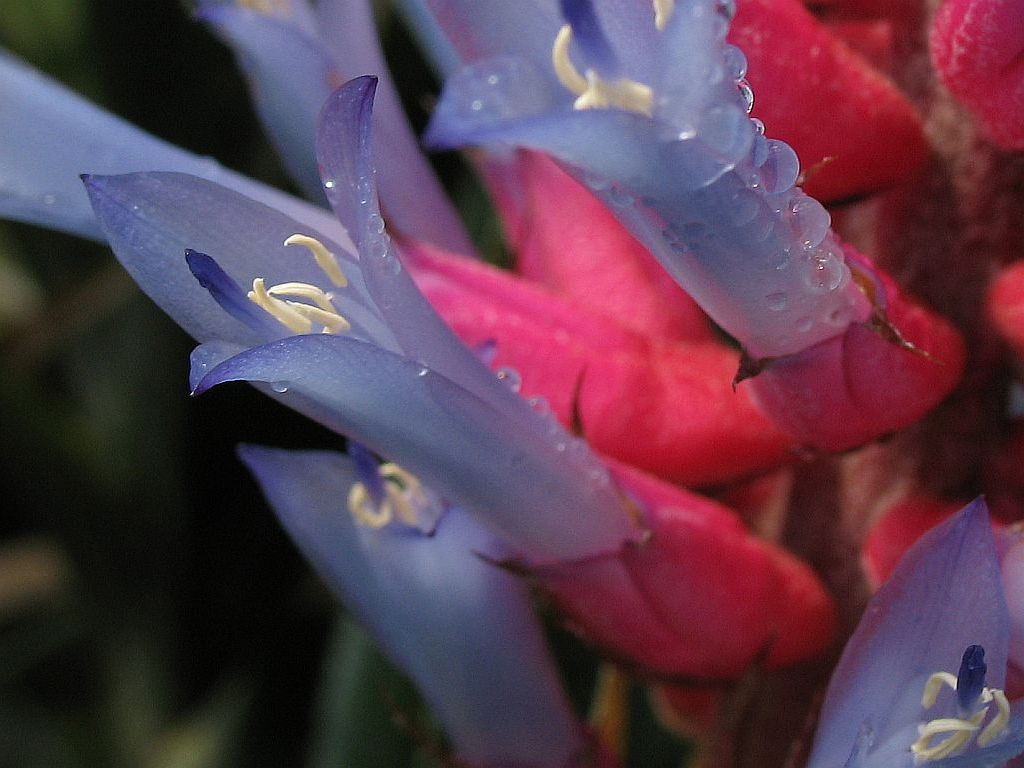